# ChanServ
ChanServ存在於許多IRC網絡中，為一種服務機械人（service bot），提供IRC頻道註冊及登入服務的功能。當頻道與ChanServ完成註冊，頻道擁有者或受任者可以使用ChanServ來管理頻道，並獲得頻道管理者的權力（channel operator）又稱op，大部份服務機械人可提供頻道一些額外管理功能，比如標題鎖定（使用+t）、模式鎖定、授予使用者全权或部分管理權、人聲、或其他由頻道擁有者設定的方式，也提供黑名單的功能。許多IRC頻道都使用ChanServ機械人，有時會簡稱為CS，若要使用額外指令或附加功能則得端視實際服務性質與不同網絡而定。